# Loblaw Companies
Loblaw Companies Limited – największa w Kanadzie sieć handlu detalicznego produktami spożywczymi. Jednocześnie największa w ogóle sieć detaliczna i największy w Kanadzie pracodawca.
Na konto firmy Loblaw sprzedaje żywność blisko 1900 dużych, afiliowanych sklepów samoobsługowych o różnych nazwach, a ściśle podlega jej 9 tysięcy sklepów mniejszego formatu. Loblaw szczyci się najwyższymi wskaźnikami rocznej sprzedaży – na poziomie 30 mld dol. (2007). Zatrudnia (włącznie z niepełnymi etatami) ponad 130 tys. ludzi.
W różnych prowincjach posługuje się regionalnymi nazwami swych filii: Westfair Foods (zach. Kanada i płn. Ontario), National Grocers (płd. Ontario) i Atlantic Wholesalers Ltd. (prowincje atlantyckie).
Pod nazwą Loblaw nie działa żaden sklep, pod marką Loblaws – 68 supermarketów (głównie w Ontario i Quebeku), zaś cała reszta to sklepy podległych sieci, które zatrzymały swoje dawne szyldy, np. Dominion, Maxie & Cie, Zehrs, Fortinos, SuperValu, Freshmart, No Frills, Indepentent. W sklepach tych klient znajdzie rozmaite asortymentowo produkty oraz dwie własne marki Loblawa – no name i President’s Choice, które wyróżniają towary wyprodukowane na wyłączność.

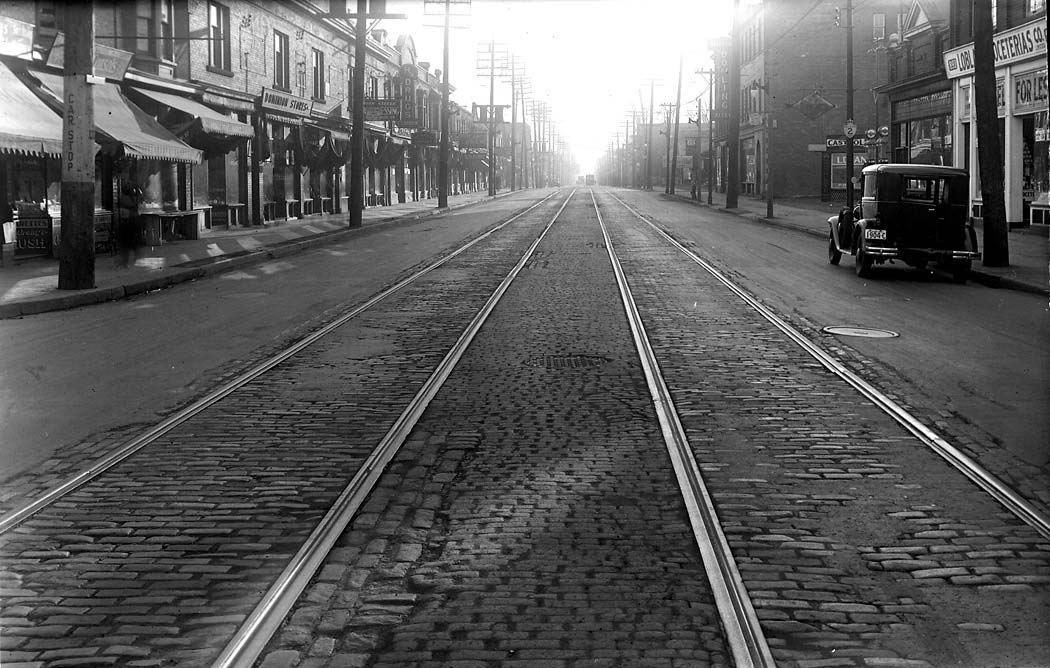
Loblaws Groceteria (po prawej) w Toronto w 1934

## Historia
Ojcem supermarketowej rewolucji w Kanadzie był Theodore P. Loblaw, który swój pierwszy sklep otworzył w 1900 w Toronto. Po 10 latach miał już ich 158 w ramach sieci Loblaws Groceteria Company. W 1947 rodzinna firma George Weston Limited przejęła pakiet kontrolny i została największą siecią sklepów spożywczych w kraju. Spółka rodziny Westonów (drugiej najbogatszej w kraju) kontroluje dziś 63% udziałów. Jednego ze źródeł sukcesu upatruje się w zastosowaniu silnej integracji pionowej biznesowych podmiotów – np. sklepy Westonów sprzedawały pieczywo, które nie tylko pochodziło z własnego wypieku, ale również zawierało cukier z własnych rafinerii.

## Restrukturyzacja
Za najpoważniejszego konkurenta Loblaw uważa sieci amerykańskie, a zwłaszcza zadomowiony w Kanadzie Wal-Mart. Panika w obozie kanadyjskim wybuchła w chwili, kiedy Wal-Mart zaczął kilka lat temu otwierać w swych hipermarketach potężne sekcje z tanią żywnością. Ogłosił wówczas, że importuje do Kanady swój format zwany Supercenter, a więc taki sklep, z którego klient nie musi iść nigdzie indziej, bo pod jednym dachem dostępne jest wszystko w każdym asortymencie.
Loblaw, który przez trzy dekady bezskutecznie próbował podbić rynek amerykański – postanowił kontratakować podobnym formatem, ale nie miał go zbyt wiele, Np. na wschodzie jedyne hipermarkety znajdowały się w Quebeku (Maxi & Cie). Zapadła zatem decyzja, aby przeszczepić na resztę kraju pomysły z zachodnich prowincji, gdzie filia Westfair Foods Ltd. zarządzała siecią Superstore. Na tej bazie Loblaw podjął decyzję powołania “prawdziwie kanadyjskiej” sieci Real Canadian Superstore – hipermarketów mogących stawić czoła Wal-Martowi.
Z biegiem czasu wszystkie największe kubaturowo sklepy Loblawa będą nazywać się Real Canadian Superstore, aby konsument lokalny nie miał wątpliwości, kto jest kto. Przekształcenie sklepów spożywczych w centra wielobranżowe wzorem Wal-Martu, odbiło się – zdaniem wielu klientów – na obniżeniu standardów Loblawa